# Port lotniczy Tijuana
Port lotniczy Tijuana – międzynarodowy port lotniczy położony w pobliżu Tijuany. Jest jednym z największych portów lotniczych Meksyku. W 2006 obsłużył 3 759 247 pasażerów.

## Linie lotnicze i połączenia
- Aeroméxico (Guadalajara, León/El Bajío, Meksyk, Morelia [sezonowo], Szanghaj-Pudong, Tokio-Narita)
  - Aeroméxico Connect (Chihuahua, Ciudad Juárez, Ciudad Obregón, Culiacan, Durango, Guadalajara, Hermosillo, Los Mochis, Meksyk, Monterrey)
- Interjet (Guadalajara, Meksyk, Toluca)
- VivaAerobus (Culiacán, Hermosillo, Los Mochis, Monterrey)
- Volaris (Acapulco, Aguascalientes, Cancún, Cuernavaca, Culiacán, Guadalajara, Hermosillo, La Paz, León/El Bajío, Los Mochis [od 8 listopada], Mazatlán, Meksyk, Monterrey, Morelia, Oaxaca, Puebla, Puerto Vallarta, San José del Cabo, Toluca, Uruapan, Zacatecas)

### Cargo
- Ameriflight (Ontario)
- Estafeta Carga Aérea (Culiacán, Hermosillo)